# C. O. Slyfield
C. O. „Sam“ Slyfield (* 11. Mai 1898 in Frankfort, Michigan; † 15. Januar 1974 in Escondido, Kalifornien) war ein US-amerikanischer Tontechniker, der vier Mal für den Oscar für den besten Ton nominiert war und 1947 mit dem Oscar für technische Verdienste (Technical Achievement Award) ausgezeichnet wurde.

## Leben
Slyfield begann seine Laufbahn als Tontechniker in der Filmwirtschaft Hollywoods in der Tonstudioabteilung von The Walt Disney Company und wirkte erstmals 1940 bei der Herstellung des von James Algar und Samuel Armstrong inszenierten Zeichentrickfilms Fantasia mit.
Bei der Oscarverleihung 1943 wurde er erstmals für einen Oscar für den besten Ton nominiert, und zwar für den Zeichentrickfilm Bambi (1942) von David Hand. Seine zweite Nominierung für den Oscar für den besten Ton erhielt er 1944 für den unter der Regie von Norm Ferguson, Wilfred Jackson, Jack Kinney, Hamilton Luske und Bill Roberts entstandenen Walt-Disney-Zeichentrickfilm Drei Caballeros im Sambafieber (Saludos Amigos, 1942). Für die indirekte Fortsetzung dieses Films, Drei Caballeros (The Three Caballeros, 1944) von Norm Ferguson, Clyde Geronimi, Jack Kinney und Bill Roberts war er bei der Oscarverleihung 1946 erneut für den Oscar für den besten Ton nominiert.
Bei der Oscarverleihung 1947 wurde Slyfield gemeinsam mit Arthur F. Blinn und Robert O. Cook, die ebenfalls in der Tonstudioabteilung der Walt Disney Company tätig waren, mit dem Oscar für technische Verdienste (Technical Achievement Award) ausgezeichnet, und zwar „für den Entwurf und Entwicklung für einen Tonfinder und Spurensichter für die Überprüfung und Lokalisierung von Geräuschen auf Tonspuren“ (‚For the design and development of an audio finder and track viewer for checking and locating noise in sound tracks‘).
Seine vierte und letzte Nominierung für den Oscar für den besten Ton bekam Slyfield 1951 für den von Clyde Geronimi, Wilfred Jackson und Hamilton Luske inszenierten Zeichentrick-Märchenfilm Cinderella (1950).
In seiner bis 1955 dauernden Karriere wirkte Slyfield an der Herstellung von fast dreißig Disney-Filmen mit.

## Auszeichnungen
- 1947: Oscar für technische Verdienste (Technical Achievement Award)

## Filmografie (Auswahl)
- 1940: Fantasia
- 1942: Bambi
- 1942: Drei Caballeros (The Three Caballeros)
- 1946: Onkel Remus’ Wunderland (Song of the South)
- 1946: Make Mine Music
- 1948: Musik, Tanz und Rhythmus (Melody Time)
- 1949: Die Abenteuer von Ichabod und Taddäus Kröte (The Adventures of Ichabod and Mr. Toad)
- 1950: Cinderella (deutscher Alternativtitel: Aschenputtel)
- 1951: Alice im Wunderland (Alice in Wonderland)
- 1953: Peter Pan
- 1953: Die Wüste lebt (The Living Desert, Dokumentarfilm)
- 1954: Wunder der Prärie (The Vanishing Prairie, Dokumentarfilm)
- 1954: 20.000 Meilen unter dem Meer (20,000 Leagues Under the Sea)
- 1954: Siam – Land und Leute (Siam)
- 1955: Susi und Strolch (Lady and the Tramp)